# John Hallam
John William Francis Hallam (Lisburn, 28 ottobre 1941 – Clifton, 14 novembre 2006) è stato un attore britannico.

## Biografia
Nato nell'Irlanda del Nord, Hallam apparve in diverse produzioni cinematografiche e televisive. I suoi ruoli più conosciuti sono quelli nei film L'uomo che venne dal nord (1971), Gli ultimi 10 giorni di Hitler (1973), Flash Gordon (1980), Il drago del lago di fuoco (1981), Robin Hood - Principe dei ladri (1991). Nel 1973, era apparso nei tagli di regia del film The Wicker Man, nel ruolo di McTaggart.
Sul piccolo schermo recitò nell'adattamento della BBC de Il principe Caspian, nella serie TV di guerra della BBC Wings, in Le cronache di Narnia - Il viaggio del veliero (1989). Apparve inoltre nella serie audio di fantascienza Doctor Who, nel ruolo dell'alieno Light del sotto-serial Ghost Light (1989). Ebbe anche il ruolo di Barnsey Barnes, compagno di cella di Den Watts in EastEnders.
John Hallam morì il 14 novembre del 2006 a Clifton, nell'Oxfordshire inglese, all'età di 65 anni. Era divorziato e aveva quattro figli.

## Filmografia parziale

### Cinema
- I seicento di Balaklava (The Charge of the Light Brigade), regia di Tony Richardson (1968)
- Dov'è Jack? (Where's Jack?), regia di James Clavell (1969)
- Di pari passo con l'amore e la morte (A Walk with Love and Death), regia di John Huston (1969)
- L'uomo che venne dal nord (Murphy's War), regia di Peter Yates (1971)
- L'ultima valle (The Last Valley), regia di James Clavell (1971)
- Il mascalzone (Villain), regia di Michael Tuchner (1971)
- Il caso Trafford (Quest for Love), regia di Ralph Thomas (1971)
- Nicola e Alessandra (Nicholas and Alexandra), regia di Franklin J. Schaffner (1971)
- All'ombra delle piramidi (Antony and Cleopatra), regia di Charlton Heston (1972)
- Riflessi in uno specchio scuro (The Offence), regia di Sidney Lumet (1972)
- Gli ultimi 10 giorni di Hitler (Hitler: The Last Ten Days), regia di Ennio De Concini (1973)
- Il giorno più lungo di Scotland Yard (Hennessy), regia di Don Sharp (1975)
- Tempi brutti per Scotland Yard (Trial by Combat), regia di Kevin Connor (1976)
- Gli uomini della terra dimenticata dal tempo (The People That Time Forgot), regia di Kevin Connor (1977)
- Tiro incrociato (Love and Bullets), regia di Stuart Rosenberg (1979)
- Flash Gordon, regia di Mike Hodges (1980)
- Il drago del lago di fuoco (Dragonslayer), regia di Matthew Robbins (1981)
- King David, regia di Bruce Beresford (1985)
- La storia di Babbo Natale (Santa Claus), regia di Jeannot Szwarc (1989)
- Robin Hood - Principe dei ladri (Robin Hood: Prince of Thieves), regia di Kevin Reynolds (1991)
- Kull il conquistatore (Kull the Conqueror), regia di John Nicolella (1997)
- Marco Polo (The Incredible Adventures of Marco Polo), regia di George Erschbamer (1998)

### Televisione
- Mio figlio Dominic (Boy Dominic) – serie TV, 8 episodi (1976)
- Wings – serie TV, 10 episodi (1977-1978)
- I Mallen (The Mallens) – serie TV, 5 episodi (1979)
- Miss Marple (Agatha Christie's Miss Marple) – serie TV, episodio 1x09 (1987)
- Doctor Who – serie TV, episodio 26x07 (1989)
- Le cronache di Narnia (The Chronicles of Narnia) – serie TV, 4 episodi (1989)
- La Primavera di Michelangelo (A Season of Giants) – serie TV, 3 episodi (1990)
- Cadfael - I misteri dell'abbazia (Cadfael) – serie TV, episodio 2x03 (1996)

## Doppiatori italiani
Nelle versioni in italiano delle opere in cui ha recitato, John Hallam è stato doppiato da:
- Antonio Colonnello ne Il drago del lago di fuoco
- Pino Locchi in Miss Marple
- Vittorio Di Prima in La Primavera di Michelangelo
- Bruno Conti in Robin Hood - Principe dei ladri
- Cesare Barbetti in Robin Hood - Principe dei ladri (ridoppiaggio)